# Jolly Bill of the Rocking R
Jolly Bill of the Rocking R è un cortometraggio muto del 1911 diretto da Allan Dwan.

## Produzione
Il film fu prodotto dall'American Film Manufacturing Company (con il nome Flying A).

## Distribuzione
Distribuito dalla Motion Picture Distributors and Sales Company, il film uscì nelle sale cinematografiche USA il 22 novembre 1911.